# Кашке
Кашке-батыр (XVIII век) — казахский батыр.

## Биография
Выходец из рода шапрашты Старшего жуза. Потомок Карасай батыра. Родился и вырос в ауле Каракастек Жамбылского района Алматинской области. Имел двух сыновей — Акымбека и Ыстамбека. От Акымбека родился Сураншы, от Ыстамбека — Саурык. Отличился смелостью и героизмом в сражении за освобождение Семиречья от джунгарских захватчиков и Кокандского ханства. Среди населения южного и юго-восточного регионов Казахстана сохранилось немало легенд-рассказов о смелости Кашке-батыра. Героизм Кашке воспел в своих стихах-жырах Джамбул Джабаев.